# 泰坦陨落 (科内利斯·范·哈勒姆)
《泰坦陨落》是荷兰画家 科内利斯·范哈勒姆的一幅关于希腊神话中提坦之战的布面油画，绘制于 1588 年至 1590 年，尺寸为239 × 307 cm。这幅画于 1621 年由丹麦国王克里斯蒂安四世收购，于 19 世纪藏于丹麦哥本哈根丹麦国立美术馆。这是哈勒姆矫饰主义者的雄心勃勃的作品，展示了画家描绘男性裸体和不同姿势的能力。 